# Strcmp
En POSIX y en el lenguaje de programación C, strcmp es una función en la biblioteca estándar string.h.
La función retorna un número entero mayor, igual, o menor que cero, apropiadamente según la cadena apuntada por str1 es mayor, igual, o menor que la cadena str2(alfabéticamente).
```
  if (strcmp(str1,str2) == 0)
  {
     printf("Son iguales!.\n");
  }
```

```
    
int
 
strcmp
(
const
 
char
 
*
 
s1
,
const
 
char
 
*
 
s2
);

```

La función strcmp compara las cadenas. 
En resumen , compara carácter por carácter , si las cadenas son iguales retornara un valor 0, si la primera cadena es mayor retornara un valor positivo y si es menor retornara un valor negativo.